# Paweł Mąciwoda
Paweł Mąciwoda (Wieliczka, 20 de fevereiro de 1967) é um músico polonês. Ele é o atual baixista da banda alemã de hard rock Scorpions. Membro desde 2004, substituiu Ralph Rieckermann na banda.
Participou das gravações do álbum Unbreakable, de 2004, Humanity: Hour I, de 2007, e do mais recente dos alemães, Sting in the Tail além de estar presente no DVD One Night in Vienna,  Live at Wacken Open Air e Amazônia - Live in the Jungle.
Suas bandas favoritas são Red Hot Chili Peppers, Rush e Frank Zappa além de já ter trabalhado em algumas bandas de heavy metal na Polônia, como TSA e Section 31.
A pronúncia correta de seu nome é "Pável Montsívoda".